# Calochilus caeruleus
Calochilus caeruleus là một loài thực vật có hoa trong họ Lan. Loài này được L.O.Williams mô tả khoa học đầu tiên năm 1946.